# Lynn Hamilton
Alzenia Lynn Hamilton (Yazoo City, Misisipi, Estados Unidos; 25 de abril de 1930 - Chicago, Illinois, Estados Unidos; 19 de junio de 2025) fue una actriz estadounidense, conocida por interpretar a Donna Harris en Sanford and Son (1972-1977) y a Verdie Grant en The Waltons (1973-1981).

## Carrera
Es principalmente conocida por su papel recurrente de Donna Harris en la serie Sanford and Son, de 1972, como la prometida de Fred Sanford. Su personaje, Donna, era una enfermera y, en ocasiones, se encargaba de Fred. 
Hamilton, además de Sanford and Son, interpreta a Verdie Grant Foster, papel recurrente, en la serie The Waltons, actuando al lado de Richard Thomas, Ralph Waite y Michael Learned. Se le ha visto en las series 227, Dangerous Women, Generations, Port Charles, The Golden Girls y Roots: The Next Generation. También hizo un papel recurrente en la serie The Practice, donde interpretó a la Jueza Fulton.

## Filmografía
- The Practice (1997-2002)
- Port Charles (1997)
- A Walton Easter (1997)
- A Walton Thanksgiving Reunion (1993)
- Dangerous Women (1991)
- 227 (1986-1989) .... como Emma Thompson
- The Golden Girls (1988)
- ABC Afterschool Special (1984)
- The Waltons (1973-1981)
- Roots: The Next Generation (1979)
- Sanford and Son (1972-1977)
- Hawaii Five-O (1971)
- The Bill Cosby Show (1971)
- Room 222 (1969)
- Shadows (1959)